# Gawler Aerodrome
Gawler Aerodrome är en flygplats i Australien. Den ligger i kommunen Light och delstaten South Australia, omkring 38 kilometer norr om delstatshuvudstaden Adelaide.
Närmaste större samhälle är Gawler, nära Gawler Aerodrome.
Trakten runt Gawler Aerodrome består till största delen av jordbruksmark. Runt Gawler Aerodrome är det ganska tätbefolkat, med 116 invånare per kvadratkilometer. Genomsnittlig årsnederbörd är 593 millimeter. Den regnigaste månaden är juli, med i genomsnitt 95 mm nederbörd, och den torraste är december, med 13 mm nederbörd.